# 1349 Bechuana
1349 Bechuana este un asteroid din centura principală, descoperit pe 13 iunie 1934, de Cyril Jackson.